# François Mauriac
François Charles Mauriac (Bordéus, 11 de outubro de 1885 — Paris, 1 de setembro de 1970) foi um escritor francês.

## Carreira
Foi laureado com o prêmio Nobel de Literatura de 1952, em reconhecimento "à profunda impregnação espiritual e artística com que seus romances penetraram o drama da vida humana". Educado em sua cidade natal, na escola "Des Marianistes" e no liceu Grand-Lebrun, de formação católica, Mauriac refletirá em sua obra a influência de Pascal e Francis Jammes, um conflito trágico entre o amor da religião e as tentações. Sobre ele disse Otto Maria Carpeaux: "Mauriac é um mestre: ninguém negará este título ao autor de numerosos romances tão fascinantes como Thérèse Desqueyroux e Le Noeud de Vipères, que desnudam com força incomparável as almas pecadoras (...) ele é assim "o maior representante do romance psicológico da tradição francesa".
Iniciou sua carreira em 1909, com um livro de poemas ("Les Mains Jointes"). Publicou estudos biográficos e críticos, colaborou também em revistas e jornais franceses, tendo mantido por muitos anos seu "Bloc Notes", coluna publicada inicialmente no jornal La Table ronde, depois no Le Figaro, e a partir de 1955 na revista L'Express. François Mauriac entrou para a Academia Francesa de Letras, em 1933, ocupando a cadeira 22.
Entre suas obras de cunho crítico se encontra um famoso ensaio contra a pena de morte, que levou a uma coleta de assinaturas pelo fim da pena de morte na França, após a Segunda Guerra Mundial. Albert Camus, entre outros, participaram assinando a petição.

## Obras

### Romance
- L'enfant chargé de chaines,1913.

Éditions Bernard Grasset,Paris.
- La Robe prétexte, 1914
- Le Baiser aux lépreux (O Beijo no Leproso), 1922
- Genitrix, 1923
- O deserto do amor - no original Le Désert de l'amour, 1924 (Grande Prêmio de romance da Academia francesa)
- Thérèse Desqueyroux, 1927
- Ce qui était perdu, 1930
- Le Nœud de vipères (Brasil: Ninho de Víboras / Portugal: Nó de Víboras), 1932
- Le Mystère Frontenac, 1933
- La Fin de la nuit, 1935
- La Pharisienne, 1941
- Le Sagouin, 1951
- L'Agneau, 1954]
- Un adolescent d'autrefois, 1969
- Mémoires intérieurs, 1985

### Teatro
- Asmodée, 1938
- Les Mal Aimés, 1945
- Passage du malin, 1948
- Le Feu sur terre, 1951

### Biografia
- La Vie de Jésus (bra: O Filho do Homem), 1936